# Terminalia menezesii
Terminalia menezesii är en tvåhjärtbladig växtart som beskrevs av Eduardo José Santos Moreira Mendes och Exell. Terminalia menezesii ingår i släktet Terminalia och familjen Combretaceae. Inga underarter finns listade i Catalogue of Life.